# (900) Rosalinde
(900) Rosalinde – planetoida z pasa głównego asteroid okrążająca Słońce w ciągu 3 lat i 326 dni w średniej odległości 2,47 au. Została odkryta 10 sierpnia 1918 roku w Landessternwarte Heidelberg-Königstuhl w Heidelbergu przez Maxa Wolfa. Nazwa pochodzi od Rosalinde, bohaterki operetki Zemsta nietoperza Johanna Straussa (syna). Przed nadaniem nazwy planetoida nosiła oznaczenie tymczasowe (900) 1918 EC.